# اولنا نموچالو
اولنا نموچالو (اوکراینی: Олена Миколаївна Немашкало؛ زادهٔ ۲۵ دسامبر ۱۹۶۳) بازیکن هندبال اهل اوکراین است.